# سداسي زحل

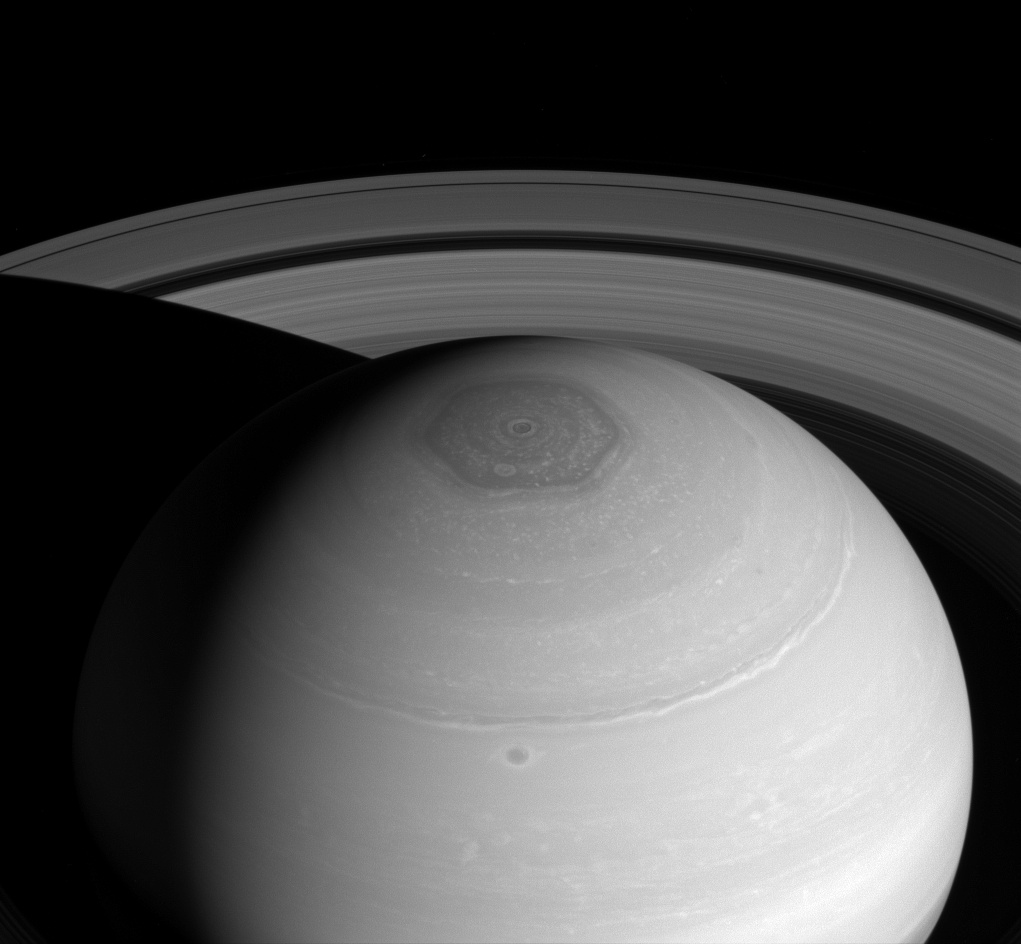
السداسي على قطب زحل الشمالي، تصوير المسبار كاسيني (2 أبريل 2014).

سداسي أضلاع زحل أو سداسي زحل أو مسدس زحل هو نمط سحابة سداسية الأضلاع مستمرة حول قطب زحل الشمالي، تقع عند حوالي 78° شمالًا. تبلغ أطوال جوانب سداسي الأضلاع حوالي 13,800 كـم (8,600 ميل)، وهو ما يزيد على قُطر الأرض حوالي -12,700 كـم (7,900 ميل)- وهو يدور في فترة 10 ساعات و39 دقيقة و24 ثانية، هي نفس الفترة التي تنبعث فيها موجات راديو زحل من داخله. سداسي الأضلاع لا يتحرك في خط طول مثل السُحُب الأخرى في الغلاف الجوي المرئي.
تم اكتشاف سداسي أضلاع زحل خلال مهمة ڤوياجر في سنة 1981 ثم تمت زيارته مرة أخرى من قِبل كاسيني في 2006. وأثناء مهمة كاسيني تغير لون سداسي الأضلاع من الأزرق في الغالب إلى اللون ذهبي بشكل كبير. بينما قطب زحل الجنوبي ليس لديه سداسي أضلاع وفقًا لرصد هابل ومع ذلك فإن لديه دوامة، وهناك أيضًا دوامة بداخل سداسي الأضلاع الشمالي. وقد تم تطوير فرضيات متعددة لنمط السحابة سداسية الأضلاع.

## وصلات خارجية
- Cassini Video of Saturn's Hexagon على يوتيوب
- Saturn Revolution 175, Cassini images, November 27, 2012
- Saturn’s Strange Hexagon – In Living Color! - Universe Today
- Edge of the hexagon from Planetary Photojournal
- Saturn's Hexagon Comes to Light, APOD January 22, 2012
- In the Center of Saturn's North Polar Vortex, صورة اليوم الفلكية - December 4, 2012
- Video of hexagon's rotation from NASA
- NASA's Cassini Spacecraft Obtains Best Views of Saturn Hexagon (December 4, 2013)
- Animated vortex view (TPS)
- Hexagon image
- Saturn's Hexagon Replicated In Laboratory, video
- Hexagon Changes Color (October 21, 2016)